# Viktoria Listunova
Viktoria Listunova (en russe : Виктория Листунова) est une gymnaste artistique russe, née le 12 mai 2005 à Moscou.
Elle devient championne d'Europe du concours général individuel à Bâle en 2021.

## Biographie
Viktoria Viktorovna Listunova (en russe : Виктория Викторовна Листунова) est née le 12 mai 2005 à Moscou.
Elle commence sa carrière internationale junior à l'International Gymnix en mars 2018.
En 2019, elle domine les Championnats du monde junior à Győr, en Hongrie, en remportant trois titres (concours par équipes, concours général individuel et sol) ainsi qu'une médaille d'argent (barres). Elle est ensuite également la grande gagnante du Festival olympique de la jeunesse européenne organisé à Bakou, en Azerbaïdjan, où elle s'impose à cinq reprises (concours par équipes, concours général individuel, sol, saut et barres), ne s'inclinant dont qu'en poutre (7e).
Lors de sa première année senior en mars 2021, elle remporte des médailles dans toutes les disciplines lors des championnats nationaux russes, s'adjugeant trois titres nationaux (concours par équipes, concours général individuel et poutre) et trois médailles d'argent (sol, barres et saut). Le mois suivant, elle participe aux Championnats d'Europe à Bâle, en Suisse, où elle parvient à remporter le titre du concours général individuel devant sa compatriote Angelina Melnikova, pourtant favorite.

## Palmarès

### Championnats d'Europe
- Bâle 2021
  -  médaille d'or au concours général individuel